# Guillaume Rufin
Guillaume Rufin (Charnay, 26 de maio de 1990) é um tenista profissional francês.

## Finais de ATP

### Singles: 2 (1–1)
| Legend                    |
| ------------------------- |
| ATP Challenger Tour (1–1) |

| Outcome   | No. | Data                | Torneio               | Superfície | Adversário     | Placar        |
| --------- | --- | ------------------- | --------------------- | ---------- | -------------- | ------------- |
| Vencedor  | 1.  | 25 de outubro 2009  | Florianópolis, Brazil | Clay       | Pere Riba      | 6–4, 3–6, 6–3 |
| Finalista | 1.  | 15 de julho de 2012 | Timișoara, Romania    | Clay       | Victor Hănescu | 0–6, 3–6      |

### Duplas: 1 (0–1)
| Legenda                   |
| ------------------------- |
| ATP Challenger Tour (0–1) |

| Outcome   | No. | Data                 | Torneio               | Superfície | Parceiro    | Adversário                            | Placar   |
| --------- | --- | -------------------- | --------------------- | ---------- | ----------- | ------------------------------------- | -------- |
| Finalista | 1.  | 7 de janeiro de 2012 | Nouméa, New Caledonia | Duro       | Axel Michon | Sanchai Ratiwatana Sonchat Ratiwatana | 0–6, 4–6 |